# 조안나 멀린
조애나 멀린(Joanna Merlin, 1931년 7월 15일 ~ 2023년 10월 15일)은 미국의 배우이다.
일리노이주 시카고에서 태어났으며, 캘리포니아주 로스앤젤레스에서 사망하였다.

## 출연 작품

### 영화
- 사라의 열쇠 (2010년)
- 인베이젼 (2007년)
- 시티 오브 엔젤 (1998년) - 테레사 역
- 살인 그리고 살인 (1996년) - 도리스 역
- 투 비츠 (1995년)
- 대통령의 연인들 (1995년)
- 마지막 마피아 (1993년)
- 미스터 원더풀 (1993년) - 로레타 역
- 함정 살인 (1991년)
- 집단 소송 (1991년)
- 브릿지 부부 (1990년)
- 미스틱 피자 (1988년)
- 마지막 황제 (1987년)
- 프린스 오브 다크니스 (1987년)
- 빅 트러블 (1986년)
- 이어 오브 드래곤 (1985년)
- 베이비 온리 유 (1983년)
- 러브 차일드 (1982년)
- 페임 (1980년) - 미스 베그 역
- 웨딩스 앤 베이비스 (1958년)
- 십계 (1956년)

### 텔레비전
- 홈랜드 시즌3
- Law & Order : 성범죄전담반 1 (1999년)
- 법과 질서 (1990년)

## 도서
- Auditioning: An Actor-Friendly Guide
- Auditioning (Paperback)